# 1907 na literatura

## Eventos
- Dorothy Canfield Fischer publica o seu primeiro romance, Gunhild.
- Hermann Hesse publica o livro de contos Diesseits.
- Manuel Teixeira Gomes publica Desenhos e Anedotas de João de Deus.
- Robert Hugh Benson publica o romance Lord of the World.

## Nascimentos
| Data            | Nome                                 | Profissão                                                 | Nacionalidade                              | Observações                | Ref   |
| --------------- | ------------------------------------ | --------------------------------------------------------- | ------------------------------------------ | -------------------------- | ----- |
| 21 de fevereiro | W. H. Auden                          | poeta                                                     | Inglaterra                                 | m. 1973                    |       |
| 13 de março     | Maria Pia de Saxe-Coburgo e Bragança | escritora, jornalista e reivindicadora ao trono português | Reino Unido de Portugal, Brasil e Algarves | m. 1995                    |       |
| 13 de maio      | Daphne du Maurier                    | escritora                                                 | Reino Unido                                | m. 1989                    |       |
| 7 de julho      | Robert A. Heinlein                   | escritor de ficção científica                             | Estados Unidos                             | m. 1988                    |       |
| 12 de agosto    | Miguel Torga                         | escritor                                                  | Reino Unido de Portugal, Brasil e Algarves | m. 1995 Prémio Camões 1989 | [ 1 ] |
| 8 de setembro   | Agenor Miranda                       | babalorixá e escritor                                     | Angola / Brasil                            | m. 2004                    |       |
| 27 de novembro  | L. Sprague de Camp                   | escritor de ficção científica                             | Estados Unidos                             | m. 2000                    |       |

## Mortes
| Data          | Nome             | Profissão                                                               | Nacionalidade                              | Observações | Ref |
| ------------- | ---------------- | ----------------------------------------------------------------------- | ------------------------------------------ | ----------- | --- |
| 10 de abril   | Teixeira de Melo | escritor                                                                | Brasil                                     | n. 1833     |     |
| 6 de setembro | Sully Prudhomme  | escritor                                                                | França                                     | n. 1839     |     |
| 4 de outubro  | Alfredo Keil     | compositor de música, pintor, poeta, arqueólogo e coleccionador de arte | Reino Unido de Portugal, Brasil e Algarves | n. 1850     |     |

## Prémios literários
- Nobel de Literatura - Rudyard Kipling.